# Pine Lake, Arizona
Pine Lake je naseljeno područje za statističke svrhe u američkoj saveznoj državi Arizona. Prema popisu stanovništva iz 2010. u njemu je živjelo 138 stanovnika.